# Coxixola
Coxixola is een gemeente in de Braziliaanse deelstaat Paraíba. De gemeente telt 1.770 inwoners (schatting 2009).